# Asipovitsjy
De Wit-Russische plaats Asipovitsjy (Wit-Russisch: Асіповічы; Łacinka: Asipovičy) of Osipovitsjy (Russisch: Осиповичи) is gelegen op een afstand van ca. 97 kilometer van de hoofdstad Minsk in de oblast Mogiljov. Sinds de 18e eeuw is Asipovitsjy bekend als dorp. Volgens een telling in het jaar 1897 waren er drie nederzettingen onder de naam Asipovitsjy gelegen op de huidige locatie van de stad. Later voegden deze nederzettingen zich samen.

## Historie
In het vroegere Asipovitsjy waren de belangrijkste economische activiteiten de bosbouw en landbouw. De rivieren werden als handelsweg gebruikt voor de lokale bevolking. In de tijd dat Asipovitsjy onder de Russische heerschappij viel werden er wegen aangelegd in de richting Babroejsk en Minsk en in de richting van Njasvizj. De groei van Asipovitsjy kwam pas echt op gang toen het een spoorwegstation kreeg. Tegen het jaar 1900 bestond de jaarlijkse doorvoer al uit 64.000 ton aan hout (ca. 90%) en andere goederen (ca. 10%). Het aantal houten huizen in Asipovitjy steeg ook van 18 in 1884, naar 246 in 1909. Aan het begin van de 20e eeuw waren er daarnaast ook een ziekenhuis voor spoormedewerkers, een orthodoxe kerk, drie basisscholen en een postkantoor.

## Galerij

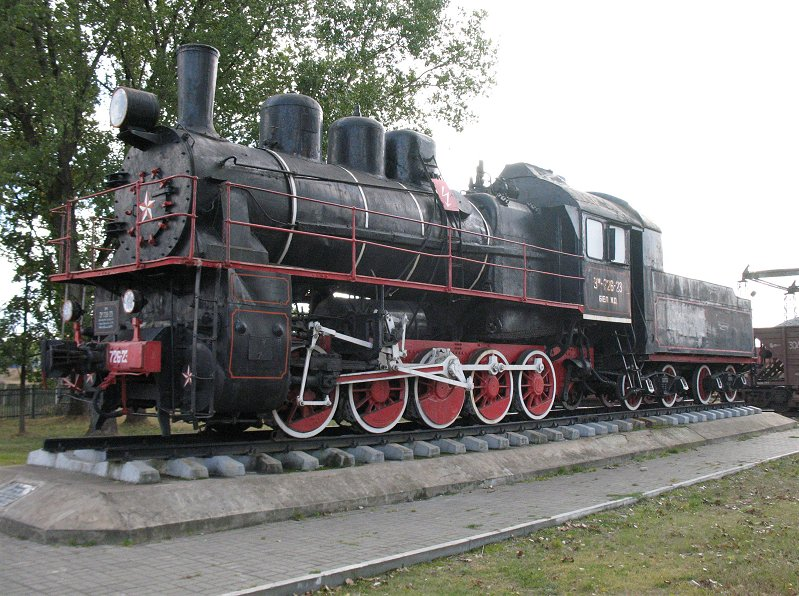
Een oude stoomlocomotief in Asipovitsjy.
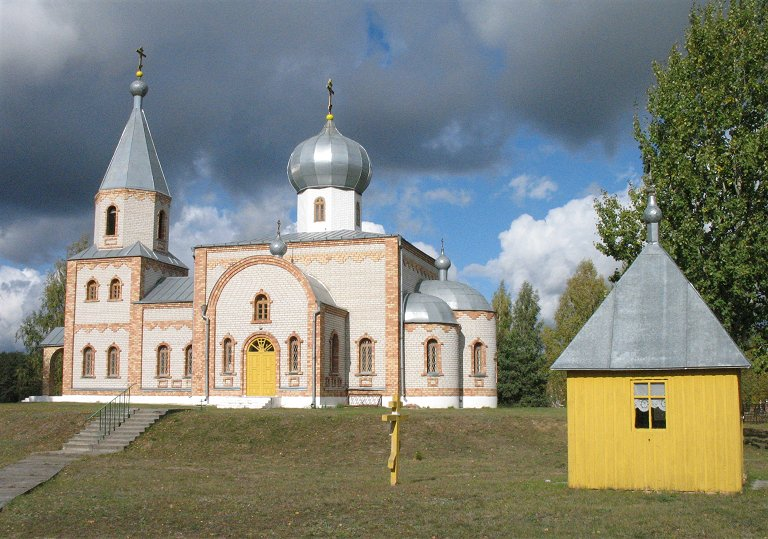
Een orthodoxe kerk.
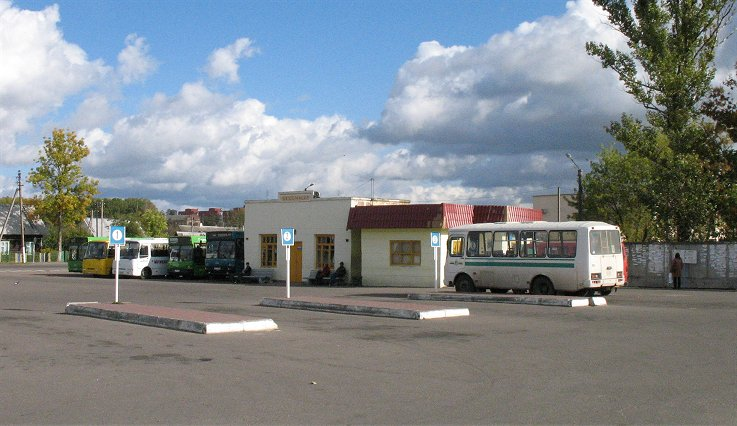
Busstation.